# Beatriz Lockhart
Beatriz Lockhart (* 17. Januar 1944 in Montevideo; † 23. November 2015 ebenda) war eine uruguayische Komponistin und Pianistin.
Lockhart war am Konservatorium La Lira Schülerin von Emilia Conti. 1959 trat sie ins Conservatorio Nacional ein, wo sie Komposition bei Carlos Estrada  und Héctor Tosar und Klavier bei Hugo Balzo studierte. 1969 ging sie ans Centro Latinoamericano de Altos Estudios Musicales in Buenos Aires und studierte zeitgenössische und elektroakustische Musik bei Alberto Ginastera, Gerardo Gandini und Francisco Kröpfl. Schließlich vervollkommnete sie ihre Ausbildung am Instituto Ítalo-Latinoamericano de Roma und Franco Donatoni.
Bis 1998 lebte Lockhart in Venezuela. Nach ihrer Rückkehr nach Uruguay unterrichtete sie unter anderem an der Escuela Universitaria de Música und der Escuela Municipal de Música Musiktheorie, Harmonielehre, Kontrapunkt und Komposition. Für ihre Kompositionen erhielt sie sowohl in Uruguay als auch in Venezuela zahlreiche Preise, darunter den Premio Internacional Instituto Panamericano de Cultura (1971), den Premio Nacional de Música (1981 und 1984) und den Premio Municipal de Composición der Stadt Caracas (1978, 1983, 1984 und 1987).

## Werke
- Homenaje a Federico García Lorca
- La lluvia
- Estrella fugaz
- Fuego fatuo
- Printemps
- Passacaglia para Órgano
- Suite Homenaje a Maurice Ravel
- Concerto Grosso
- Toccata
- Tema y variaciones para piano
- Tríptico Sudamericano
- Giros Pampeanos
- Pentafonías
- Giros Negrescos
- Ejercicio I (1970)
- Ecos (1970)
- Microconcierto (1978)
- Joropo (1979)
- Merengue (1979–1981)
- Estampas criollas (1979–1981)
  - Bambuco
  - Vals
  - Merengue
  - Joropo
- Homenaje a Andrés Bello, Kantate für Bass, Chor und Orchester (1982)
- Tiempo de Mariposas für Chor a cappella (1982)
- Convergencias für Altsaxophon und Marimba  (1984)
- Valse (1985)
- Masia Muju für Flöte und Orchester (1988)
- Cantata Visión de los Vencidos für Sopran und großes Orchester (1989–1991)
- Kantule für Flöte und Klavier (1992)
- Canciones Indias für Sopran und Klavier (1993)
- Cánticos Primigenios für zwei Violinen, Cello und Klavier (1993)
- Homenaje a Astor Piazzolla (1994)
  - I) Sureño
  - II) El Emigrante
  - III) Adiós Maestro
- Orilla Este, Tango für Klavier (1995)
- Pieza Montevideana Nº I (1996)
- Pieza Montevideana Nº 2 (1998–1999)
- A la deriva für Chor a cappella (1998)
- Milonga für Chor a cappella (1998)
- Canto a Montevideo für Mezzosopran und Klavier (1998)